# Plagiochila massalongoana
Plagiochila massalongoana là một loài rêu trong họ Plagiochilaceae. Loài này được Schiffner mô tả khoa học đầu tiên.